# وادي نيامة
وادي نيامة هو واد في سراة بلاد بلقرن في محافظة بلقرن بين سبت العلاية وبين قرى الحرجة اشتق اسمه من أشجار النيم، وتنحدر من جبل الخثماء ومن جبل مصفي ومن جبل المرواء ومن شعب المعين باتجاه الشمال حتى يرفد وادي تبالة، وعليه أقيم سد نيامة.